# Battleship: Bitwa o Ziemię
Battleship: Bitwa o Ziemię (ang.: Battleship) – amerykański film wojenny sci-fi z 2012 roku w reżyserii Petera Berga.

## Obsada
- Liam Neeson jako admirał Shane
- Alexander Skarsgård jako Stone Hopper
- Taylor Kitsch jako Alex Hopper
- Brooklyn Decker jako Samantha
- Reila Aphrodite jako Sam
- Rihanna jako Cora Raikes
- Josh Pence jako szef kuchni Moore
- Peter MacNicol jako sekretarz Obrony
- Jesse Plemons jako Ordy
- Tadanobu Asano jako Nagata

i inni.

## Fabuła
W trakcie międzynarodowych manewrów wojskowych RIMPAC 2012 flota otrzymuje informacje o niezidentyfikowanym obiekcie, który wpadł do Pacyfiku. Niszczyciele USS "Sampson", dowodzony przez Stone’a Hoopera oraz USS "John Paul Johns", na którym brat Stone'a Alex jest oficerem taktycznym, otrzymują rozkaz zbadania sprawy. Wraz z nimi podąża japoński niszczyciel "Myoko", dowodzony przez Nagatę. Po dotarciu na miejsce napotykają 3 okręty obcych, które wytworzyły barierę, odcinając ich od reszty floty.
"Sampson" i "Myoko" zostają zatopione, a "John Paul Johns" lekko uszkodzony. Alex Hooper po śmierci kapitana przejmuje dowodzenie na "John Paul Johnsie". Ratują Nagatę (którego Alex nienawidzi) i część załogi "Myoko", ale cała załoga "Sampsona", w tym brat Alexa, Stone, ginie.
"John Paul Johns" oddala się, by móc później podjąć walkę z najeźdźcami.